# زيلينوغورسك (سانت بطرسبرغ)
زيلينوغورسك، سانت بطرسبرغ (بالروسية: Зеленогорск) هي إحدى مدن روسيا في الكيان الفدرالي الروسي سانت بطرسبرغ.

## أعلام
- يفغينيا جورجيفنا بوبيديموفا
- جورجي بليخانوف